# Cratere Bremerhaven
Bremerhaven  è un cratere sulla superficie di Marte.